# Под суд!
«Под суд!» — приложение к газете «Колокол», издававшееся в 1859—1862 годах Вольной русской типографией А. И. Герцена и Н. П. Огарёва в Лондоне. В нем собиралась обличительная информация о конкретных случаях беззакония в России. Публиковались сообщения и документы об истязании крестьян, о жестоком обращении офицеров с солдатами, о злоупотреблениях чиновников и т. п.
В 1859 году, когда объем корреспонденции Вольной типографии достигал сотен писем в месяц, в 49-м номере «Колокола» от 1 августа появился анонс нового приложения:

Получая известия о делах слишком частных, чтобы взойти в состав Колокола и за достоверность которых мы не можем ручаться, мы решились издавать как прибавление к Колоколу — листок под заглавием: ПОД СУД! <…> Мы будем помещать в него все дела частные, которые однако не переходят в пустые личности и неинтересные сплетни. Честные люди, видя дело решенное несправедливо или видя кого-нибудь притесненным местною властью, могут всегда доводить встречаемые ими случаи до сведения публики и правительства посредством нового органа. Если они ошиблись, то мы всегда примем и напечатаем возражение другой стороны <...>.

Мы открываем лобное место для частных лиц и частных дел <...>.

Первый выпуск вышел 1 октября 1859 года как приложение к 53-му номеру «Колокола», последний 22 апреля 1862 в качестве приложения к 130-му номеру. Всего издано 13 выпусков. Нумерация страниц была сплошная, сквозь все выпуски газеты. В зависимости от количества материала, издание публиковалось примерно раз в один-три месяца, выходило объёмом в один лист (восемь страниц) или один полулист (четыре страницы) и стоило 6 пенсов.
В 1964 году осуществлено переиздание текста «Под суд!» в составе факсимильного издания «Колокола» (десятый выпуск), подготовленного «Группой по изучению революционной ситуации в России конца 1850-х — начала 1860-х годов».